# Rasno (gmina Sjenica)
Rasno (cyr. Расно) – wieś w Serbii, w okręgu zlatiborskim, w gminie Sjenica. W 2011 roku liczyła 262 mieszkańców.